# بخش وین (شهرستان توسکاراواس، اوهایو)
بخش وین (به انگلیسی: Wayne Township) یک منطقهٔ مسکونی در ایالات متحده آمریکا است که در شهرستان توسکاراوس، اوهایو واقع شده‌است.
 بخش وین ۶۹٫۰ کیلومتر مربع مساحت و ۱٬۷۴۳ نفر جمعیت دارد و ۲۹۲ متر بالاتر از سطح دریا واقع شده‌است.